# Estreito (Oleiros)
Estreito is een plaats (freguesia) in de Portugese gemeente Oleiros en telt 969 inwoners (2001).